# Marele Cartier General
Marele Cartier General (abreviat M.C.G.) a fost cea mai înaltă structură militară destinată conducerii operațiunilor militare ale Armatei României, pe timp de război. Marele Cartier General era o structură de comandă temporară, existentă numai pe timp de război, care se constituia la declararea mobilizării și se desființa la finalul războiului sau campaniei militare pentru care a fost creată. De regulă, Marele Cartier General se înființa pe structura Statului Major General/Marelui Stat Major, întărită cu personal și structuri auxiliare necesare pentru conducerea operațiunilor militare. 
Marele Cartier General a fost activat doar de patru ori în istoria României: pe timpul Războiului de Independență, al celui de-al doilea război balcanic, precum și al primului și celui de-al doilea război mondial.
Marele Cartier General a fost creat pentru prima dată prin Înaltul Decret nr. 491, la 6 aprilie 1877, odată cu mobilizarea armatei române participante la Războiul de Independență.
Marele Cartier General a fost constituit a doua oară în august 1916, după intrarea României în primul război mondial, prin divizarea Marelui Stat Major în două componente:Marele Cartier General – organ superior de concepție și conducere a operațiilor militare, depinzând direct și imediat de comandamentul de căpetenie (regele Ferdinand I) – și respectiv Marele Stat Major – partea sedentară, subordonat Ministerului de Război, cu atribuții în zona interioară, în problemele privind recrutarea și mobilizarea efectivelor, precum și mobilizarea economică.
Odată cu intrarea României în al doilea război mondial, este înființat din nou Marele Cartier General, la 21 iunie 1941, organizat pe două eșaloane. Eșalonul I a fost dislocat în zona de operații însoțind trupele angajate în operații, în vreme ce  Eșalonul II și-a desfășurat activitatea la București, având ca sarcină principală generarea și regenerarea forțelor. La 2 august 1941, Eșalonul II al Marelui Cartier General va fi redenumit ca Marele Stat Major – Partea Sedentară. La 30 ianuarie 1943, Marele Cartier General este contopit cu Marele Stat Major-Partea Sedentară sub denumirea de Marele Stat Major.
Legea apărării naționale a României (Legea nr. 45 din 1 iulie 1994) prevedea la art. 8 că: „Pentru conducerea acțiunilor militare la nivel strategic se înființează, pe timp de război, Marele Cartier General, subordonat direct Consiliului Suprem de Apărare a Țării. Numirea în funcție a șefului Marelui Cartier General se face de către Președintele României, la propunerea ministrului apărării naționale. 
Structura organizatorică și atribuțiile Marelui Cartier General se stabilesc din timp de pace prin hotărîre a Consiliului Suprem de Apărare a Țării, la propunerea ministrului apărării naționale”.
Prin Legea nr.58 din 2011, se modifică prevederile art. 8 al Legii apărării naționale a României, prin înlocuirea denumirii de „Marele Cartier General” cu aceea de „Centrul național militar de comandă”. Noua formulare a art. 8 arată că: „Conducerea acțiunilor militare la nivel strategic, în caz de agresiune armată, la instituirea stării de asediu, declararea stării de mobilizare sau a stării de război se realizează prin Centrul național militar de comandă. Pe timpul agresiunii și al stărilor prevăzute la alin. 1 din art. 8 al Legii apărării naționale a României, Centrul național militar de comandă se subordonează direct Consiliului Suprem de Apărare a Țării”.

## Istoric

### Războiul de Independență (1877-1878)
După semnarea Convenției secrete cu Rusia la 4/16 aprilie 1877, prin care aceasta se obliga să respecte integritatea teritorială a României, necesitatea apărării țării contra unor posibile atacuri otomane, ca și iminența pătrunderii trupelor țariste în urma izbucnirii războiului ruso-otoman, au determinat proclamarea mobilizării generale la 6/18 aprilie 1877.:p. 15
Armata română s-a mobilizat în totalitate, constituindu-se pentru prima dată, mari unități operative de nivel divizie și corp de armată. Tot pentru prima dată s-a constituit Marele Cartier General, având ca șef de stat major pe colonelul Gheorghe Slăniceanu.:p. 12
În timpul războiului Marele Cartier General a funcționat, succesiv, în localitățile: București, Poiana, Craiova, Corabia, Verbița, Poradim, Lom Palanka.
La 27 aprilie/9 mai 1877, prin Înaltul Decret nr. 952/1877 a fost stabilită organizarea Comandamentului Armatei Active. Astfel Marele Cartier General avea următoarea ordine de bătaie::pp 341-345
- Șef de Stat Major - colonel Gheorghe Slăniceanu
- Subșef de Stat Major - colonel Nicolae Dona
- Secția Topografică - maior Constantin Brătianu
- Secția Operațiilor Militare - locotenent-colonel Constantin Poenaru
- Secția Artileriei - colonel Eracle Arion
- Secția Geniului - maior Zamfir Gheorghiu
- Secția Sanitară - inspector general Carol Davila
- Serviciul Intendenței - intendent Constantin Corănescu
- comandantul Cartierului General - colonel Ion Greceanu
- adjutanți domnești
- ofițeri de ordonanță

Prin Înaltul Decret nr. 981 din 27 aprilie/9 mai 1877, șeful șeful Marelui Cartier General, colonelul Slăniceanu, este împuternicit „să subscrie, din ordinul nostru, toate ordinele generale și particulare, referitoare la comandamentul armatei”.:p.345
Deși aflat la prima participare într-un război, Marele Cartier General român, a reușit să planifice și să coordoneze cu multă competență, timp de aproape un an, acțiunile armatei române: acoperirea strategică a frontierei de sud, forțarea Dunării, ocuparea dispozitivului de luptă din regiunea Plevnei, organizarea și conducerea, împreună cu Marele Cartier General rus, a celui de-al treilea asalt general și a asediului asupra Plevnei (august-noiembrie 1877), precum și a asediului orașelor fortificate Vidin și Belogradcik, operație condusă exclusiv.:p. V
De-a lungul campaniei din 1977-1878, conducerea Marelui Cartier General a fost schimbată de mai multe ori. Astfel, la 2/14 septembrie 1877, în fruntea Statului Major General român era numit colonelul Constantin Barozzi.
Începând cu 7/19 decembrie conducerea Armatei de Operații este restructurată din nou: generalul Alexandru Cernat fiind numit comandant al trupelor din zona de operații, în noua sa calitate de șef al Marelui Cartier General și „Major General” al armatei, în timp ce colonelul Ștefan Fălcoianu era numit șef de stat major al Marelui Cartier General.:p. 25
La 5/17 august 1878, prin Înaltul Decret nr. 1840/1878 întreaga armată (inclusiv Marele Cartier General) se demobilizează.

### Al Doilea Război Balcanic (1913)

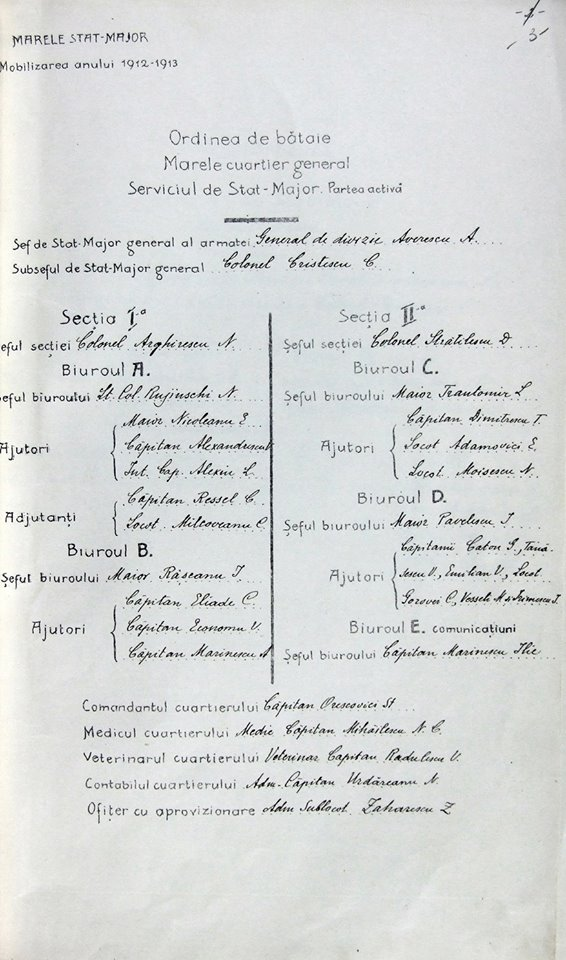
Ordinea de bătaie a MCG, 1913

În noaptea de 16/17 iunie 1913 Bulgaria, sustinută și incurajată atât de Rusia cât și de Austro-Ungaria a atacat prin surprindere pe foștii săi aliați din Primul Război Balcanic, Grecia și Serbia. La solicitarea acestor două țări, guvernul român decreteazămobilizarea generală a armatei la 20 iunie 1913, urmată de declarația de război transmisă Bulgariei la 27 iunie 1913.
Mobilizarea a început în noaptea de 22 iunie (5 iulie) spre 23 iunie (6 iulie) 1913 și s-a desfășurat mult mai rapid decât cele 14 zile cum prevăzuse comandamentul bulgar. România a chemat sub arme 509.820 de oameni, adică 6% din populația țării.
La 23 iunie/6 iulie 1913 este înființat Marele Cartier General, care a funcționat, până la 22 august/4 septembrie 1913, succesiv, în următoarele localități: București, Corabia, Turnu Măgurele, Samovit, Cervenibeg, Plevna, Zimnicea.:p. 50 Comandant general al Armatei de Operații a fost numit prințul moștenitor Ferdinand, iar șef al Marelui Cartier General - generalul de divizie Alexandru Averescu.:pp 20-21
Prin Înaltul Decret nr. 5141 din 30 iulie/12 august 1913, armata, în frunte cu Marele Cartier General, era demobilizată, începând cu 31 iulie/13 august 1913.:p. 50

## Șefii Marelui Cartier General

### Războiul de Independență
| Colonel Gheorghe Slăniceanu 27 aprilie – 18 august 1877 | Colonel Constantin Barozzi 27 aprilie – 18 august 1877 | General de divizie Alexandru Cernat 18 august – 20 octombrie 1877 |

### Al Doilea Război Balcanic

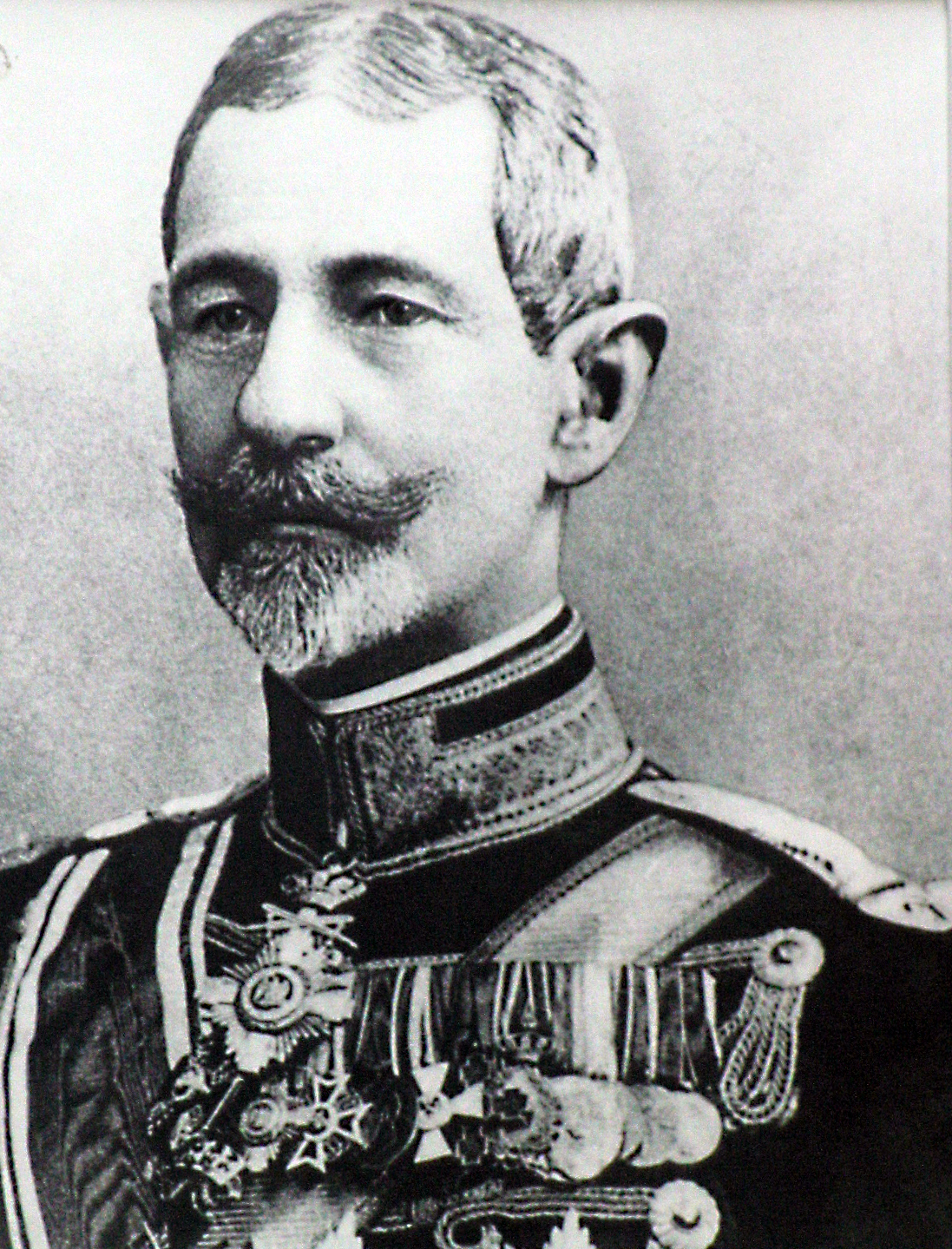
General de divizie Alexandru Averescu

General de divizie Alexandru Averescu - 23 iunie – 30 iulie 1913

### Primul Război Mondial

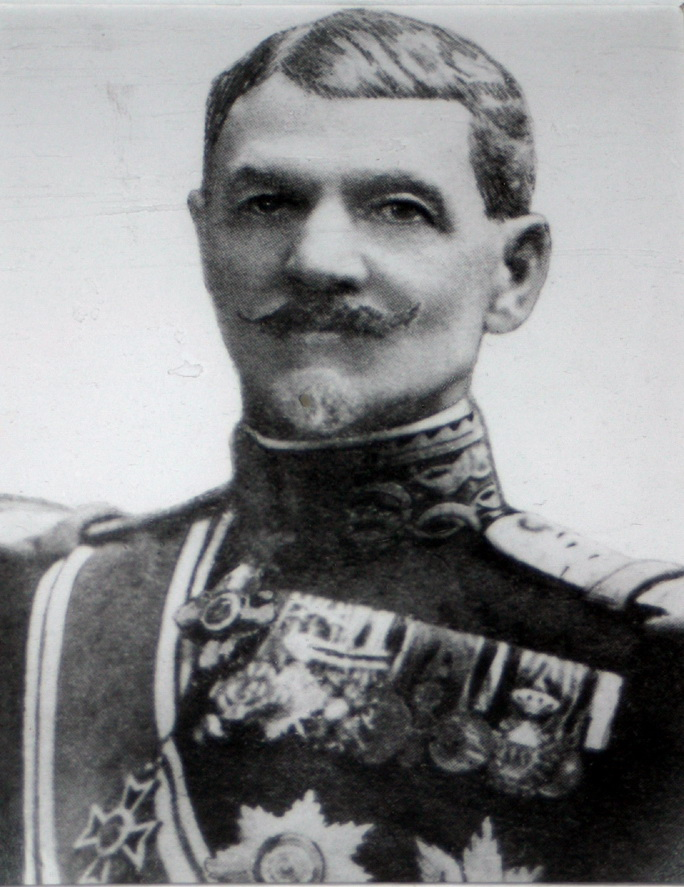
Generalul de divizie Vasile Zottu

General de divizie Vasile Zottu - 15 august  1914 - 25 octombrie 1916
Generalul de divizie Vasile Zottu a fost trecut în rezervă pentru limită de vârstă la 1 aprilie 1914, fiind concentrat în aceeași zi și numit în funcția de șef al Marelui Stat Major al Armatei Române. La începerea războiului a fost numit șef al Marelui Cartier General, funcție pe care o va exercita între (15 august 1914 și 25 octombrie 1916), când a fost înlocuit din funcție, după dezastrul de la Turtucaia.
Generalul Zottu a fost bănuit că ar fi favorizat transmiterea către inamic a Planului de campanie al Armatei Române, numele său aflându-se pe celebra „listă a lui Günther”, alături de numele celor care au colaborat cu Puterile Centrale. Prim-ministrul Ion I. C. Brătianu a fost informat de aceste scurgeri de informații, l-a păstrat nominal ca șef al Marelui Stat Major pe generalul Zottu, pentru a nu avea neplăceri cu Puterile Centrale, dar a însărcinat o altă persoană, respectiv pe generalul Dumitru Iliescu, cu pregătirea armatei pentru război. Oricum,„generalul Vasile Zottu era vădit nepotrivit pentru un loc de așa mare răspundere”. 

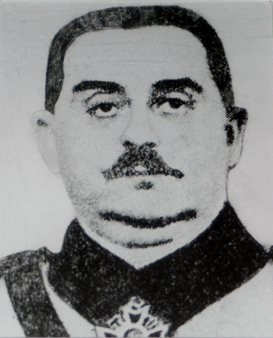
General de divizie Dumitru Iliescu

General de divizie Dumitru Iliescu - 25 octombrie - 5 decembrie 1916
Generalul Iliescu a fost unul din apropiații primului-ministru Ion I. C. Brătianu (fuseseră în aceeași perioadă la studii în Franța). Pe de altă parte, corpul de generali din Armata Română i-a contestat vehement autoritatea morală de a conduce Marele Stat Major, considerând că-i lipsesc calitățile de strateg (comandant) și de ofițer de stat major.
În primele săptămâni de campanie, generalul Iliescu s-a mutat de la Periș, unde era dislocat Marele Cartier General, într-un sat vecin, pentru a putea locui împreună cu amanta sa, pe care a luat-o apoi și în vagonul său de comandament, fapt care l-a scandalizat pe generalul Henri Mathias Berthelot.:p. 103
General de corp de armată Constantin Prezan - 5 decembrie 1916-1 aprilie 1918; 28 octombrie 1918-20 martie 1920

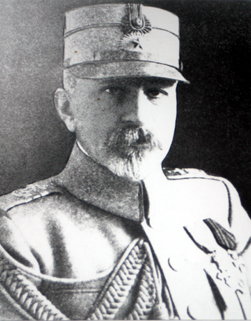
General de corp de armată Constantin Prezan

Pierderea bătăliei pentru București compromitea definitiv situația șefului Marelui Cartier General al Armatei, generalul de brigadă Dumitru Iliescu, și Ionel Brătianu este nevoit să propună Regelui Ferdinand înlocuirea prietenului său. Pentru preluarea funcției sunt doi candidați: generalii de divizie Alexandru Averescu și Constantin Prezan.
Generalul Averescu era bine  cunoscut în rândurile armatei precum și în opinia publică, atât prin cariera sa din trecut, dar și prin funcțiile de comandă pe care le exercitase în război. Are un prestigiu care-l indică pentru a prelua șefia Marelui Cartier General. 
Generalul Prezan și-a creat o faimă deosebită prin modul exemplar în care a condus Armata de Nord și pentru modul în care pregătise și condusese bătălia pentru București. Era în plină ascensiune. 
Pe de altă parte, relațiile dintre Ionel Brătianu și generalul Averescu nu erau foarte cordiale, de când generalul Averescu, fost ministru de război, a fost silit să iasă din guvernul Ionel Brătianu și de când prietenia generalului cu Take Ionescu, șeful Partidului Conservator-Democrat, devenise notorie.:p. 37
Brătianu nu uita că situația prezentă a războiului se datora și faptului că el și regele cedaseră presiunilor lui Averescu și îi permisese să organizeze dezastruoasa operație de la Flămânda, care, în final, condusese la slăbirea și dezorganizarea întregii armate. Din aceste motive, Ionel Brătianu îl propune pe generalul Constantin Prezan pentru a fi numit șef al Marelui Cartier General, încredințându-i din acel moment și până la sfârșitul războiului comanda efectivă a operațiunilor militare ale Armatei Române.:p. 38
Cu excepția generalului Alexandru Averescu, care și‑a exprimat nemulțumirea față de numirea generalului Constantin Prezan în fruntea Marelui Cartier General, considerându-l „un ofițer merituos în arma geniului, dar care nu a servit măcar o zi în Statul Major”, decizia regelui Ferdinand s-a bucurat de o apreciere aproape unanimă, atât în rândul armatei și a conducătorilor politici, cât și în rândul șefilor misiunilor militare străine.:p. 253
Viitorul general (pe atunci doar maior) Radu R. Rosetti, deși era un apropiat al generalului Dumitru Iliescu, schimbat din funcție, aprecia că „Evenimentele ulterioare au justificat pe deplin alegerea pe care o făcuse Regele”,:p. 115 iar Nicolae Iorga constata o realitate atunci când aprecia că „Armata și‑a găsit un șef adevărat în calma siguranță a generalului Prezan”.:p. 93
Constantin Prezan „prin firea sa blajină, prin temperamentul său conciliant, prin lealitatea sa, a reușit să impună comandamentului rusesc respectul cuvenit și să evite ciocniri inutile și violente. Mai târziu, cu generalul Scerbacev, raporturile au devenit chiar cordiale”.:pp 133-134
Primele obiective și realizări ale generalului Prezan în noua funcție au fost reprezentate de: redislocarea comandamentelor, unităților și marilor unități în teritoriul dintre Siret și Prut; reglementarea relațiilor cu conducerea militară rusă referitoare la transporturile feroviare, relațiile de comandament, zonele de responsabilitate, precum și crearea cadrului de colaborare cu Misiunea Militară Franceză.:p. 254
În ceea ce privește elaborarea planului de campanie pe frontul român, pentru vara anului 1917 a fost un proces laborios și anevoios, care s-a întins până în luna iunie, din cauza punctelor de vedere divergente ale comandamentelor române și rus, referitoare la concepția generală și detaliile operațiunilor preconizate. Întâlnirile organizate pentru discutarea planului de campanie au i-au permis lui Prezan să poată demonstra și convinge factorii de decizie politico-militară despre corectitudinea concepției, în acord deplin cu scopul politic și militar al campaniei din vara anului 1917. Discuțiile cu conducerea militară rusă au durat mult și au fost uneori pline de tensiune, dar s-au finalizat cu acceptarea viziunii Marelui Cartier General român.:p. 256
După definitivarea planului de campanie, generalul Prezan semnează și transmite comandanților de armate, Instrucțiunile operative nr. 29 (strict secrete), din 19 mai/1 iunie 1917, care cuprindeau obiectivele campaniei și măsurile care trebuiau luate pentru executarea desfășurării strategice a forțelor și pregătirea acțiunilor de luptă.

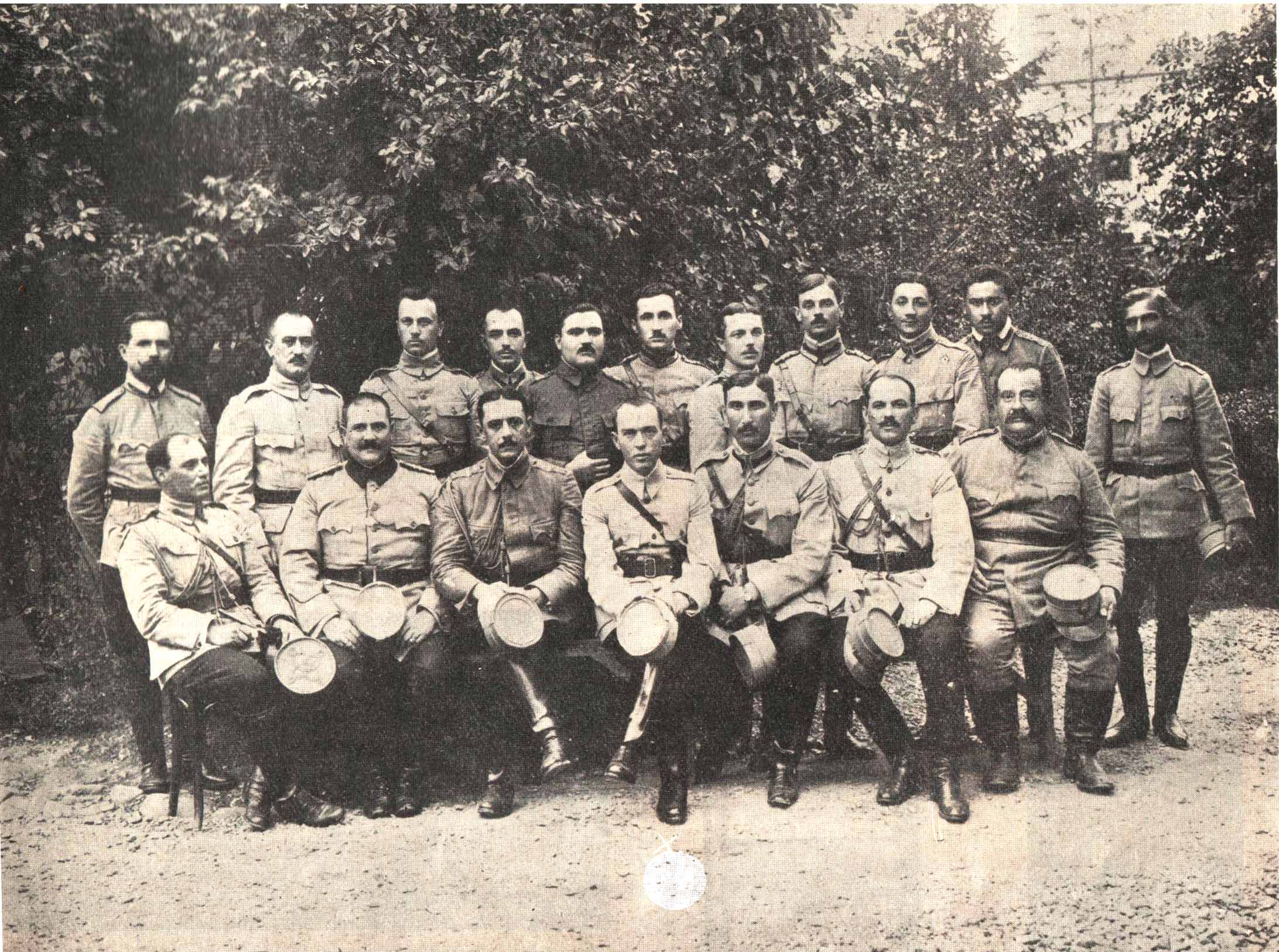
Ofițerii din Secția Operațiuni a Marelui Cartier General Român în anul 1918. În rândul de jos - în centru așezat: Ion Antonescu

Aflat în ipostaza neobișnuită de a comanda și coordona trei armate aliate, în cea mai importantă fază a acțiunilor militare din anul 1917, generalul Prezan a și-a demonstrat capacitățile sale organizatorice și de conducere. El a reușit să formeze o echipă de stat major capabilă, promovând curajos ofițeri tineri, între care s-a remarcat maiorul Ion Antonescu, șef al Biroului Operații, concomitent cu apelarea la experiența unor ofițeri integri și cu experiență, cum ar fi generalul Constantin Christescu, subșef al Marelui Cartier General, sau generalul Alexandru Averescu. 
Treptat, cu răbdare și diplomație, generalul C. Prezan a reușit să pună ordine în Marele Cartier General, să aplaneze conflictele dintre liderii politici și cei militari, pe subiectul „vinelor” pentru eșecurile din 1916. În acest mod, generalul Prezan a contribuit la realizarea concordanței scopurilor politice de război cu obiectivele militare.:p. 123-124
Marele Cartier General, și implicit generalul Prezan, a fost acuzat de multe ori de inconsecvență, pe parcursul războiului.  Totuși, având în vedere atât  împrejurările concrete specifice epoci, cât și puterea reală de care dispunea, Marele Cartier General s-a străduit să imprime o notă de coerență și continuitate acțiunilor militare. E adevărat că a cedat uneori presiunilor „de jos” sau „de sus” (cum a fost în cazul intervenției generalului Averescu pentru continuarea ofensivei de la Mărăști sau în cazul înlocuirii generalului Christescu la comanda Armatei a 1-a), dar în momentele hotărâtoare a reacționat cu fermitate și hotărâre (trecerea Corpului 8 Armată rus în subordinea Armatei a 1-a române sau preluarea efectivă a conducerii la nivel strategic a frontului românesc, în august 1917).:pp 124-125

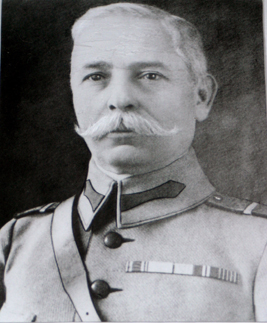
General de divizie Constantin Cristescu

General de divizie Constantin Cristescu - 7 aprilie-28 octombrie 1918
În perioada preliminariilor Păcii de la București (24 aprilie/7 mai 1918), încheiată între România și Puterile Centrale – după ieșirea Rusiei Sovietice din război - generalul Constantin Prezan este pensionat, în locul său la conducerea Marelui Cartier General fiind numit generalul de divizie Constantin Cristescu. Astfel în ordinul de numire semnat de ministrul de război, generalul Constantin Hârjeu, se preciza că: „Prin Înaltul Decret nr. 921 din 6 aprilie 1918, fiind numit șeful Marelui Stat Major, vi se pune în vedere că veți lua în primire și conducerea Serviciului de Stat major de la Marele Cartier General, în locul generalului de corp de armată Prezan Constantin, demisionat din armată în ziua de 1 aprilie 1918.”:p. 96
Misiunea sa a fost foarte dificilă. În primul rând, îi revenea sarcina de a redimensiona forțele armate în cadrul restrâns impus de vremelnicii învingători (demobilizarea întregii armate și revenirea la cadru de pace, reducerea efectivelor, predarea armamentului și munițiilor etc.), În același timp, se impunea pregătirea documentelor de stat major și a oștirii, în perspectiva reluării operațiilor împotriva Puterilor Centrale, în momentul considerat oportun de conducerea națională.
Această atitudine nu a trecut neobservată de germani, generalul E.Ludendorff, adjunct al șefului Marelui Cartier General german, fiind convins că „România se pregătește pentru momentul potrivit pentru a intra iarăși în război împotriva noastră”.:pp 99-100
A doua mobilizare a armatei române a fost pregătită de generalul Constantin Christescu, realizarea ei concretă trecând ulterior în grija Marelui Cartier General, condus, de la 28 octombrie 1918, din nou de generalul Constantin Prezan.